# Klub kranium
|  | Denne artikel er oprettet af botten Steenthbot ud fra en ekstern database. Den kan derfor have sproglige fejl eller mangler. Denne skabelon kan fjernes efter kontrol af indholdet. |

Klub kranium er en dansk dokumentarfilm fra 2021 instrueret af Frigge Fri.

## Handling
Josephine har farverige parykker, en stor tung næsering og samler på knogler fra road-kills. Hun er 20 år og har aldrig været en del af håndboldkliken i den lille nordjyske by, hvor hun er vokset op. I stedet har hun i goth-kulturen fundet sine to venner – maximalisten med det selvbestaltede navn Mareridt og den reflekterende og kristne Jay. Bevæbnet med heftig makeup og vilde outfits kæmper det gotiske trekløver for at kontrollere deres indre dæmoner, og sammen skaber de et frirum, hvor de uforstyrret kan udfolde sig. Men en dag forelsker Josephine sig i den smukke Jan, og i takt med at hendes sorte, bankende hjerte begynder at slå for andet end darkness, trues det dyrebare venskab.

## Modtagelse
Dokumentaren fik 5 stjerner i Ekko, og hvor især det hudløse ærlige portræt bliver rost af Kristian Ditlev Jensen, som kalder filme for "en visuelt overdådig film om goth-kulturen og et rørende portræt af tre forpuppede unge mennesker, der mod alle odds skal finde sig selv." Lone Nikolajsen fra Information var også gald for filmen, især det visuelle stil. "Med visuelt opsigtsvækkende billeder og overvejelser om, hvad man stiller op med sig selv som ungt og utilpasset menneske. Det er ikke ligefrem en underfortalt historie, men det er længe siden, at den i en dansk dokumentar er blevet fortalt så godt som her."
Filmen vandt den danske konkurrence, Politiken Danish:Dox Award, CPH:DOX i 2021.

## Medvirkende
- Josephine
- Mareridt
- Jay